# Norwegian International 1987
Die Norwegian International 1987 im Badminton fanden vom 7. bis zum 8. November 1987 in Sandefjord statt.

## Sieger und Platzierte
| Disziplin    | Gold                                  | Silber                     | Bronze                              |
| ------------ | ------------------------------------- | -------------------------- | ----------------------------------- |
| Herreneinzel | Michael Søgaard                       | Stellan Österberg          | Patrik Andreasson                   |
| Herreneinzel | Michael Søgaard                       | Stellan Österberg          | Jens Meibom                         |
| Dameneinzel  | Maria Henning                         | Jeanette Kuhl              | Catharina Andersson                 |
| Dameneinzel  | Maria Henning                         | Jeanette Kuhl              | Karin Ericsson                      |
| Herrendoppel | Rikard Rönnblom Erik Söderberg        | Peter Axelsson Jens Olsson | Manfred Mellqvist Stellan Österberg |
| Herrendoppel | Rikard Rönnblom Erik Söderberg        | Peter Axelsson Jens Olsson | Per Flennborg Paul Ottoson          |
| Damendoppel  | Catharina Andersson Lillian Johansson | Emma Edbom Karin Ericsson  | Kari Bunes Tove Hol                 |
| Damendoppel  | Catharina Andersson Lillian Johansson | Emma Edbom Karin Ericsson  | Carina Olsson Camilla Silwer        |
| Mixed        | Manfred Mellqvist Lillian Johansson   | Erik Söderberg Emma Edbom  | Rikard Rönnblom Karin Ericsson      |
| Mixed        | Manfred Mellqvist Lillian Johansson   | Erik Söderberg Emma Edbom  | Robert Larsson Camilla Silwer       |

## Finalergebnisse
| Disziplin    | Sieger                                | Finalist                   | Ergebnis          |
| ------------ | ------------------------------------- | -------------------------- | ----------------- |
| Herreneinzel | Michael Søgaard                       | Stellan Österberg          | 15–8, 18–17       |
| Dameneinzel  | Maria Henning                         | Jeanette Kuhl              | 11–9, 11–5        |
| Herrendoppel | Rikard Rönnblom Erik Söderberg        | Peter Axelsson Jens Olsson | 15–9, 15–10       |
| Damendoppel  | Catharina Andersson Lillian Johansson | Emma Edbom Karin Ericsson  | 17–16, 15–3       |
| Mixed        | Manfred Mellqvist Lillian Johansson   | Erik Söderberg Emma Edbom  | 15–17, 15–6, 15–3 |